# Labios de churrasco
Labios de churrasco és una pel·lícula de l'Argentina filmada en blanc i negre dirigida per Raúl Perrone sobre el seu propi guió que es va estrenar el 3 de juliol de 1994 i que va tenir com a actors principals a Fabián Vena, Violeta Naón, Gustavo Prone i Carlos Briolotti.

## Sinopsi
Tres nois fills del suburbi, del carrer i de la depressió econòmica, deambulen per un micro món on la delinqüència, la incomprensió i la solitud són permanents companys.

## Repartiment
- Fabián Vena
- Violeta Naón
- Gustavo Prone
- Carlos Briolotti
- Fernando Álvarez
- Gigí de la Mota
- Gustavo Aldana

## Comentaris
Nicolás Bermúdez va escriure:
| « | «…emfatitza la precarietat dels seus plans amb la persistent amenaça de diafragmació, diafragmació que indica menys la possibilitat d'un passatge d'una escena a una altra, d'un tall narratiu, que l'ensulsiada de la imatge (la transició per diafragma és també signe de l'arcaic) davant el mínim parpelleig. El pròleg del film, l'única escena sense un enquadrament marcat, és un prec gairebé pagà i proporcionat amb una economia de la pobresa: a molts i familiarment (“diosito querido, virgencita de Luján, San Cayetano, Ceferino Namuncurá”), Juan (Fabián Vena) els demana l'indispensable (“tenir un bon dia”); però són aquest prec i aquesta economia els que semblen sostenir el film: tot el que esforçadament li segueix, tant en el relat com en la imatge, segueix sota risc d'una obturació definitiva, de mudesa i de ceguesa. Element expressiu, el tancament en iris es converteix aquí en una idea: …és un film que diu i mostra la precarietat, tant de la rondalla com dels seus mitjans expressius.» | » |

Raúl Perrone va declarar anys després a la revista Sudestada: 
| « | «Labios de churrasco la vam fer en tres dies. I després va passar tot el que va passar. Per a mi va ser súper gros: intentar passar una pel·lícula en VHS a les 10 de la nit al cinema Lorca, per capritx, i que hi hagi 800 paios fent cua. No sé què va passar, perquè no vaig fer res perquè passi això. Va explotar. La van demanar a Montevideo i es va donar durant quatre mesos a la Cinemateca. Va ser una pel·lícula que sembla ser que va inspirar a molta gent, en diferents països. Em va semblar molt interessant. Però va ser feta com una primera experiència, amb una càmera molt "pedorra". Va ser una resposta a un munt de programes que no m'agradaven gens, perquè jo veia que l'adolescència no era el que mostraven. En aquest moment al cinema argentí no es parlava d'això. No hi havia pibes asseguts als cordons dels corriols, no es putejava, no es parlava així, no es feien aquestes coses. Jo sabia el que estava fent: mostrar des de la meva ciutat que hi havia una manera diferent de fer cinema.» | » |

Al catàleg del Festival de Cinema Internacional de Viena es llegeix:
| « | «Aquest és un film emblemàtic perquè es va convertir, sense haver-l'hi proposat, en l'obra fundacional del nou cinema independent argentí, abans del Rapado de Rejtman i el Pizza, birra, faso de Adrián Caetano. El títol d'obertura “Ituzaingó, 1994” és molt més que la definició tempo-espaial de la pel·lícula, més aviat representa la invenció d'un territori fílmic simbòlic que persistiria en tota l'obra de Perrone. Calles, cases, espais públics, un vídeo-club i un lloc de periòdics són els llocs per a la vagabunderia dels joves –criatures atrapades en un etern present buit de projectes- que retraten el perfil del veïnatge. La marginació social i política dels protagonistes és tan fragorosa com el profund sentit de l'amistat que els protegeix. L'ús recurrent dels iris shots, una obsessió amb el cel d'Ituzaingó, i una forma peculiar d'entendre la relació entre els espais i la vida emocional ja són presents en aquest primer i innovador treball, innovadora. Un director de cinema i un agrimensor, Perrone havia primer de mesurar i traçar els límits d'Ituzaingó amb la finalitat de saber com filmar en els pròxims anys.» | » |